# Chibuto
Chibuto ist eine Stadt in Mosambik.

## Geographie
Chibuto ist die Hauptstadt des gleichnamigen Distrikts in der Provinz Gaza. Chibuto liegt auf einer Höhe von 114 m.

## Bevölkerung
Chibuto hatte 2009 geschätzte 58.000 Einwohner. 1997 waren es noch 47.963.

## Politik
Chibuto ist seit 1998 Municipio mit gewählter Gemeinderegierung. Erster Präsident des Stadtrats (Conselho Municipal) wurde bei der Wahl 1998 Francisco Barage Muchanga. Ihm folgten 2003 Francisco Chigongue und 2008 Francisco Mandlate. Alle drei gehören der Frelimo an.